# Pigneto (estación)
Pigneto es una estación de la línea C del Metro de Roma. Se encuentra en la intersección entre la circunvalación Casilina y la Via del Pigneto, que le da su nombre a la estación; y se espera que funcione como estación de combinación con las líneas FL1 y FL3 de la red metropolitana FL y con la Rete Ferroviaria Italiana.

## Historia
Los trabajos de construcción comenzaron en julio de 2007 y fueron finalizados en 2015, siendo inaugurados el 29 de junio de ese año.